# دین نوریس
دین جوزف نوریس (به انگلیسی: Dean Joseph Norris) یک بازیگر تلویزیونی و سینمایی آمریکایی است. او بیشتر برای بازی در نقش مامور اداره مبارزه با مواد مخدر، هنک شریدر در مجموعه تلویزیونی بریکینگ بد (۲۰۰۸-۲۰۱۳) که از شبکه ای‌ام‌سی پخش می‌شد، شناخته می‌شود. او همچنین نقش نماینده شهر جیمز "بیگ جیم" رنی در مجموعه زیر گنبد (۲۰۱۳-۲۰۱۵) که از شبکه سی‌بی‌اس پخش می‌شد، شناخته شده است. و در حال حاضر در نقش "عمو ددی" در مجموعه پنجه ها (۲۰۱۷-تاکنون) که از شبکه تی‌ان‌تی پخش می شود ایفای نقش می کند.
از فیلم های سینمایی که نوریس در آن ایفای نقش کرده می توان به اسلحه مرگبار ۲ (۱۹۸۹)، سخت کش (۱۹۹۰)، یادآوری کامل (۱۹۹۰)، نابودگر ۲ (۱۹۹۱)، مرد چمن‌زن (۱۹۹۲)، سربازان سفینه (۱۹۹۷)، سلول (۲۰۰۰)، میس سان‌شاین کوچولو (۲۰۰۶)، ایوان قادر مطلق (۲۰۰۷)، پسران آزادی (۲۰۱۵) و کتاب هنری (۲۰۱۷) و فریب کاری (۲۰۱۹) نام برد.

## اوایل زندگی
دین جوزف نوریس در تاریخ ۸ آوریل ۱۹۶۳ در ساوث بند، ایندیانای آمریکا متولد شد. پدر وی یک صاحب فروش مبلمان و مادرش یک مجارستانی است. نوریس دو خواهر دارد ، کانی و نیکی. وی در دانشگاه های هنرهای دراماتیک و هاروارد به خوبی موفق به کسب مقام های بالا شده است.